# Nagadeba ianthina
Nagadeba ianthina är en fjärilsart som beskrevs av Swinhoe 1890. Nagadeba ianthina ingår i släktet Nagadeba och familjen nattflyn. Inga underarter finns listade i Catalogue of Life.